# CyClones (videojuego)
CyClones es un videojuego de disparos en primera persona creado por la compañía Raven Software en 1994. El nombre del juego proviene de Cybernetic Clones (clones cibernéticos).

## Características
Siendo la carta de presentación de la compañía Raven Software en juegos caseros, logró impactar al mundo tras su tan elaborado juego, que permitía apuntar a cualquier parte de la pantalla y disponía de varias opciones sofisticadas.
CyClones era un juego donde unos alienígenas se apoderaban de la Tierra y forman una base terrestre alienígena con tecnología de punta y al mismo tiempo operan un robot para defender la Tierra y acabar con la fuerza extraterrestre (la cual promete acabar la Tierra en unos días).
Los problemas aparecen cuando el robot llamado Havoc (el robot creado para defender la Tierra) descubre que fue creado por los enemigos y que debe destruir a sus propios hermanos robots y estos le mandan mensajes muy ofensivos e hirientes.
En cada nivel van aumentando los ataques, las armas cada vez son más sofisticadas y los oponentes son más agresivos a la hora de atacar, además de cumplir con misiones más grandes en pantallas con forma de laberintos.

## Misiones y niveles

### Lost and Found
Se necesita recuperar ciertos datos para seguir adelante en las misiones que la base de control te ha dado. A través de computadoras se podrán mandar los datos, pero el objetivo principal es eliminar a la fuerza enemiga, abrir las puertas que estaban cerradas, salvar a la enfermera y explorar todas las partes de los niveles pues eso ayudará en niveles futuros.
- Pantalla #1: En esta pantalla "Havoc" entra a la base terrestre de los enemigos (Cyclones). En esta pantalla el reto es adentrarse y destruir los enemigos y el chip que impide poder seguir adelante con la misión principal, al derrotar a todos los enemigos se encuentran llaves que estaban con una seguridad especial, pues todas estaban cerradas pero desde la base del robot Havoc han descubierto los códigos para mantener abiertas las puertas y para facilitar el abrirlas. Al llegar al elevador termina el nivel

- Pantalla #2: Llega al segundo nivel gracias al elevador, de inmediato el laboratorio enemigo desactiva el elevador para que no se puedan realizar más cambios desde el primer nivel. En el segundo nivel ha sido raptada la científica que controla la energía de "Havoc" y la misión es adentrarse en los niveles bajos y conseguir que no maten a la científica (la cual está atrapada por un campo de fuerza por un "cybernetic Clon" color verde) Si la salvas, te da la llave para el elevador para el siguiente nivel

- Pantalla #3: Subes al tercer nivel y es muy importante seguir con la misión, pues ahora debes rescatar antes de 1530 horas la base amiga y recuperar los dos chips para recuperar la base y que no sea destruida, activar todas las puertas y derrotar al enemigo Cyclones robot. Luego de haber acabado con las fuerzas enemigas, se abre una habitación extra desde la cual se configuran las computadoras para seguir a la siguiente misión.

### Fail and Safe
- Pantalla #4: Esta es una nueva misión más difícil, hay 9 computadoras grandes, las cuales tienen información suficiente para destruir la base y a todo el mundo, hay que insertarles unos aparatos "chips" que hacen que estas computadoras no se destruyan. Probablemente esos chips los hallan encontrado la base amiga o tal vez los dispersaron por toda la pantalla los enemigos para entretener a Havoc. La pantalla es una de las más grandes en el juego, porque dispone de muchos retos y entre uno de ellos es no perderse en la pantalla. Hay varias paredes que se pueden cruzar y al activar 8 de las 9 computadoras, un elevador queda activado para ascender a la pantalla 5, pero hay que abrir otra puerta para poder pasar al elevador y se necesita entonces activar las 9 computadoras.

- Pantalla #5: Esta es la pantalla más pequeña del juego. Luego que el elevador ayuda a subir al quinto nivel, se descompone y solo la plataforma sigue subiendo y es imposible usarlo ya y luego desparece; Dado a esto, se debe quedar en la pantalla 5 y es muy confusa. Havoc inicia en un lugar donde hay cuatro puertas (dos puertas dobles y dos normales) y están cerradas , pero al abrirlas hay varios enemigos voladores atacando el arma y al mismo Havoc. El reto de la pantalla es defenderse de todos los ataques de guerra que existen en la pantalla y conseguir las tres llaves para abrir los compartimientos secretos y lograr activar el elevador.